# Eupholidoptera feri
Eupholidoptera feri is een rechtvleugelig insect uit de familie sabelsprinkhanen (Tettigoniidae). De wetenschappelijke naam van deze soort is voor het eerst geldig gepubliceerd in 2010 door Koçak & Kemal.
1. ↑  (en) Eupholidoptera feri op de IUCN Red List of Threatened Species.